# شعبة الأمم المتحدة لحقوق الفلسطينيين
شعبة الأمم المتحدة لحقوق الفلسطينيين (UNDPR) هي جزء من إدارة الشؤون السياسية في الأمانة العامة للأمم المتحدة.

## التاريخ
تم إنشاء الشعبة، التي كانت تسمى في الأصل الوحدة الخاصة المعنية بحقوق الفلسطينيين في الأمانة العامة للأمم المتحدة، بموجب قرار الجمعية العامة للأمم المتحدة رقم 3240 في 2 ديسمبر 1977:
«في أعقاب تأكيد الحقوق الوطنية غير القابلة للتصرف للشعب الفلسطيني وإنشاء اللجنة المعنية بممارسة الشعب الفلسطيني لحقوقه غير القابلة للتصرف في عام 1975، أقرت الجمعية العامة بضرورة تكوين رأي عام مستنير في جميع أنحاء العالم لدعم تحقيق هذه الحقوق» من أجل«... لمساعدة اللجنة في عملها وإعداد الدراسات والمنشورات حول الموضوع وتعزيز الدعاية القصوى لها». 
تم تجديد ولاية الشعبة سنويًا وتم توسيعها عدة مرات على مر السنين، ولا سيما لتشمل تنظيم اجتماعات دولية، وإنشاء نظام معلومات قائم على الكمبيوتر يسمى نظام الأمم المتحدة للمعلومات بشأن قضية فلسطين وعقد برنامج تدريبي سنوي لموظفي السلطة الفلسطينية.

## أنشطة
تشمل المهام الأساسية للشعبة ما يلي:
- تقديم الدعم والخدمات للجنة المعنية بممارسة الشعب الفلسطيني لحقوقه غير القابلة للتصرف
- مساعدة اللجنة في ممارسة ولايتها وتعزيز وتنفيذ توصياتها
- تخطيط وتنظيم وخدمة برنامج اجتماعات اللجنة الدولية
- الحفاظ على الاتصال مع المنظمات غير الحكومية النشطة
- تنظيم الاحتفال السنوي باليوم العالمي للتضامن مع الشعب الفلسطيني
- إعداد الدراسات والمنشورات «المتعلقة بقضية فلسطين وحقوق الشعب الفلسطيني غير القابلة للتصرف والترويج لنشرها على أوسع نطاق ممكن، بما في ذلك بالتعاون مع إدارة شؤون الإعلام»
- صيانة وتطوير نظام معلومات الأمم المتحدة القائم على الويب والمتعلق بقضية فلسطين.

### المنشورات
تعد الشعبة المنشورات التالية على أساس منتظم:
- نشرة شهرية عن الإجراءات الدولية المتعلقة بقضية فلسطين، تتضمن القرارات والمقررات والبلاغات الصادرة عن الأمم المتحدة والهيئات والوكالات الحكومية الدولية الأخرى ذات الصلة
- نشرة دورية بعنوان التطورات المتعلقة بعملية السلام في الشرق الأوسط
- ملخص زمني شهري للأحداث بناءً على التقارير الصحفية وغيرها من المصادر المتاحة للجمهور
- نشرة خاصة بمناسبة الاحتفال باليوم العالمي للتضامن مع الشعب الفلسطيني
- تجميع سنوي لقرارات ومقررات الجمعية العامة ومجلس الأمن المتعلقة بقضية فلسطين

### برامج تدريبية
تنظم الشعبة برنامجا تدريبيا سنويا لموظفي السلطة الفلسطينية منذ عام 1996. يتم تنفيذ البرنامج في مقر الأمم المتحدة في نيويورك بالتعاون مع بعثة المراقبة الدائمة لفلسطين لدى الأمم المتحدة بالتزامن مع انعقاد الجمعية العامة.

### اليوم الدولي للتضامن مع الشعب الفلسطيني
يتم الاحتفال باليوم الدولي للتضامن مع الشعب الفلسطيني سنويًا لإحياء ذكرى اعتماد قرار الجمعية العامة للأمم المتحدة رقم 181 (II) في 29 نوفمبر 1947، والذي نص على تقسيم فلسطين إلى دولتين. يتم الاحتفال في مقر الأمم المتحدة في نيويورك وفي مكاتب الأمم المتحدة في جنيف وفيينا وأماكن أخرى. يشمل الحدث اجتماعات ومعارض فلسطينية وعروض أفلام وأنشطة أخرى تنظمها الهيئات الحكومية والمنظمات غير الحكومية، بالتعاون مع مراكز الأمم المتحدة للإعلام.